# Ruth Feldman
Ruth Feldman (* 8. Dezember 1960) ist eine israelische Psychologin und Neurobiologin, deren Forschung sich vor allem auf Themen der frühkindlichen Entwicklung, der Eltern-Kind-Beziehung sowie Störungen derselben konzentriert. Sie ist Professorin an der Bar-Ilan-Universität in Ramat Gan im Bezirk Tel Aviv in Israel.

## Leben
Ruth Feldman wurde 1994 an der Hebräischen Universität Jerusalem promoviert. Sie wurde als Professorin für Psychologie an die Bar-Ilan-Universität berufen und leitet dort das Zentrum für Hirnforschung am Fachbereich für Psychologie. Sie ist zudem außerordentliche Professorin am Child Study Center der Yale University in den Vereinigten Staaten.
Die Forschung von Ruth Feldman konzentriert sich auf die Entwicklung von interfamiliären Beziehungen sowie normale und gestörte Eltern-Kind-Beziehungen. Hinzu kommen Forschungen im Bereich der Regulationsprozesse während der Kindheit und der vorgeburtlichen Entwicklung, die neurologische Basis der Kommunikation, mütterliche und kindliche Depressionen sowie Traumata und Stress bei Kindern.
2020 erhielt Feldman den EMET-Preis für Sozialwissenschaften.

## Veröffentlichungen (Auswahl)
- als Co-Autor: Principles of Neuropsychopharmacology. Sunderland, MA 1997.